# Drew Pomeranz
Thomas Andrew Pomeranz (ur. 22 listopada 1988) – amerykański baseballista występujący na pozycji miotacza.

## Przebieg kariery

### College
W czerwcu 2007 został wybrany w 12. rundzie draftu przez Texas Rangers, jednak nie podpisał kontraktu z organizacją tego klubu, gdyż zdecydował się podjąć studia na University of Mississippi, gdzie w latach 2008–2010 grał w drużynie uczelnianej Ole Miss Rebels. W lipcu 2009 był w składzie reprezentacji Stanów Zjednoczonych na turnieju World Baseball Challenge i wystąpił w finale przeciwko reprezentacji Niemiec odnosząc zwycięstwo. W 2010 został uznany najlepszym miotaczem Southeastern Conference, a także wybrany do College Baseball All-America Team.

### Kariera zawodowa
W czerwcu 2010 został wybrany w pierwszej rundzie draftu z numerem piątym przez Cleveland Indians. Zawodową karierę rozpoczął w 2011 w Kinston Indians (poziom Class A-Advanced) i Aekron Aeros (Double-A). 16 sierpnia 2011 w ramach wymiany zawodników przeszedł do Colorado Rockies i został przydzielony do zespołu Tulsa Drillers (Double-A). 11 września 2011 został powołany do składu Colorado Rockies i tego samego dnia zadebiutował w Major League Baseball w meczu przeciwko Cincinnati Reds, w którym rozegrał 5 zmian i zanotował zwycięstwo. 7 maja 2012 w meczu z San Diego Padres zdobył pierwszego home runa w MLB.
W grudniu 2013 w ramach wymiany przeszedł do Oakland Athletics. W sezonie 2014 rozegrał 10 meczów jako reliever i 10 jako starter. 23 czerwca 2015 w spotkaniu z Texas Rangers zaliczył pierwszy save w MLB. W grudniu 2015 w ramach kolejnej wymiany przeszedł do San Diego Padres. W lipcu 2016 został powołany do NL All-Star Team w miejsce kontuzjowanego Claytona Kershawa.
14 lipca 2016 przeszedł do Boston Red Sox za Andersona Espinozę.

## Nagrody i wyróżnienia
| Nagroda/wyróżnienie      | Lata | Źródło |
| All-Star                 | 2016 | [ 8 ]  |
| Zwycięzca w World Series | 2018 | [ 9 ]  |